# Helen Quinn
 (février 2024).
Helen Rhoda Quinn (née le 19 mai 1943 à Melbourne) est une physicienne des particules américaine d'origine australienne, dont les contributions à la recherche d'une théorie unifiée pour les trois types d'interactions de particules (forte, électromagnétique et faible) ont été reconnues par plusieurs distinctions, dont la médaille Dirac du Centre international de physique théorique.

## Biographie
Elle est professeur émérite au SLAC National Accelerator Laboratory.

## Problème CP fort
En 1977, Roberto Peccei (en) et Helen Quinn ont proposé une solution plus élégante, en postulant une nouvelle symétrie qui mènerait naturellement à un modèle QCD dans lequel la symétrie CP n'est pas violée. Peu après, Frank Wilczek et Steven Weinberg ont noté que cette symétrie pouvait être interprétée différemment : il est possible de faire de ce paramètre {\displaystyle {\bar {\Theta }}} un champ, c'est-à-dire une particule. Ils la nommèrent « axion ».
En inscrivant l'axion dans un cadre théorique plus large, en l'associant à la brisure spontanée d'une « symétrie de Peccei-Quinn » qui provoque la formation de la particule, on peut faire des rapprochements avec le boson de Goldstone, ce qui fait de l'axion un pseudo-boson de Nambu-Goldstone. Il apparaît ainsi que la théorie de la chromodynamique quantique, munie de l'axion, ne présente plus aucune violation de symétrie CP.